# Unna Kartojaure
Unna Kartojaure är en sjö i Gällivare kommun i Lappland och ingår i Råneälvens huvudavrinningsområde. Sjön har en area på 0,0317 kvadratkilometer och ligger 445 meter över havet.

## Delavrinningsområde
Unna Kartojaure ingår i det delavrinningsområde (744861-169528) som SMHI kallar för Inloppet i Harrijärvi. Medelhöjden är 461 meter över havet och ytan är 33,88 kvadratkilometer. Det finns inga avrinningsområden uppströms utan avrinningsområdet är högsta punkten. Avrinningsområdets utflöde Råneälven mynnar i havet. Avrinningsområdet består mestadels av skog (60 procent) och sankmarker (38 procent). Avrinningsområdet har 0,3 kvadratkilometer vattenytor vilket ger det en sjöprocent på 0,9 procent.